# Praça Marquês de Pombal
Die Praça Marquês de Pombal [ˈpɾasɐ mɐɾˈkeʃ dɯ põˈbaɫ] ist ein Platz der portugiesischen Hauptstadt Lissabon, der sich zwischen der Avenida da Liberdade und dem Parque Eduardo VII befindet. 
In der Mitte des Platzes befindet sich eine 1934 eingeweihte Statue des ersten Marquês de Pombal, Sebastião José de Carvalho e Melo, nach dem auch der Platz benannt ist. Die Säule ist 36 Meter hoch, die darauf befindliche Statue besitzt eine Höhe von neun Meter. Vom Platz aus führen neben der Avenida da Liberdade zur Innenstadt auch noch die Avenida Duque de Loulé (Osten), Avenida Fontes Perreira de Melo (Nordosten), Avenida Joaquim António de Aguiar (Nordwesten) und Rua Braacamp (Westen). Auf dem Platz fanden unter anderem die entscheidenden Ereignisse zur Verkündung der Ersten Portugiesischen Republik am 5. Oktober 1910 statt.
Mit dem Bau der Avenida da Liberdade nach dem Erdbeben von 1755 gab es nun die Möglichkeit die Stadt weiter in Richtung Norden zu erweitern. Um die Avenida da Liberdade in einer angemessenen Form enden zu lassen und gleichzeitig Möglichkeiten zur Verzweigung in die verschiedenen Himmelsrichtungen zu ermöglichen, beschloss der amtierende Premierminister und Stadtplaner, der Marquês de Pombal, einen neuen städtischen Platz zu schaffen. Zunächst trug der Platz die simple Bezeichnung Rotunda, zu Deutsch etwa „runder Platz“.

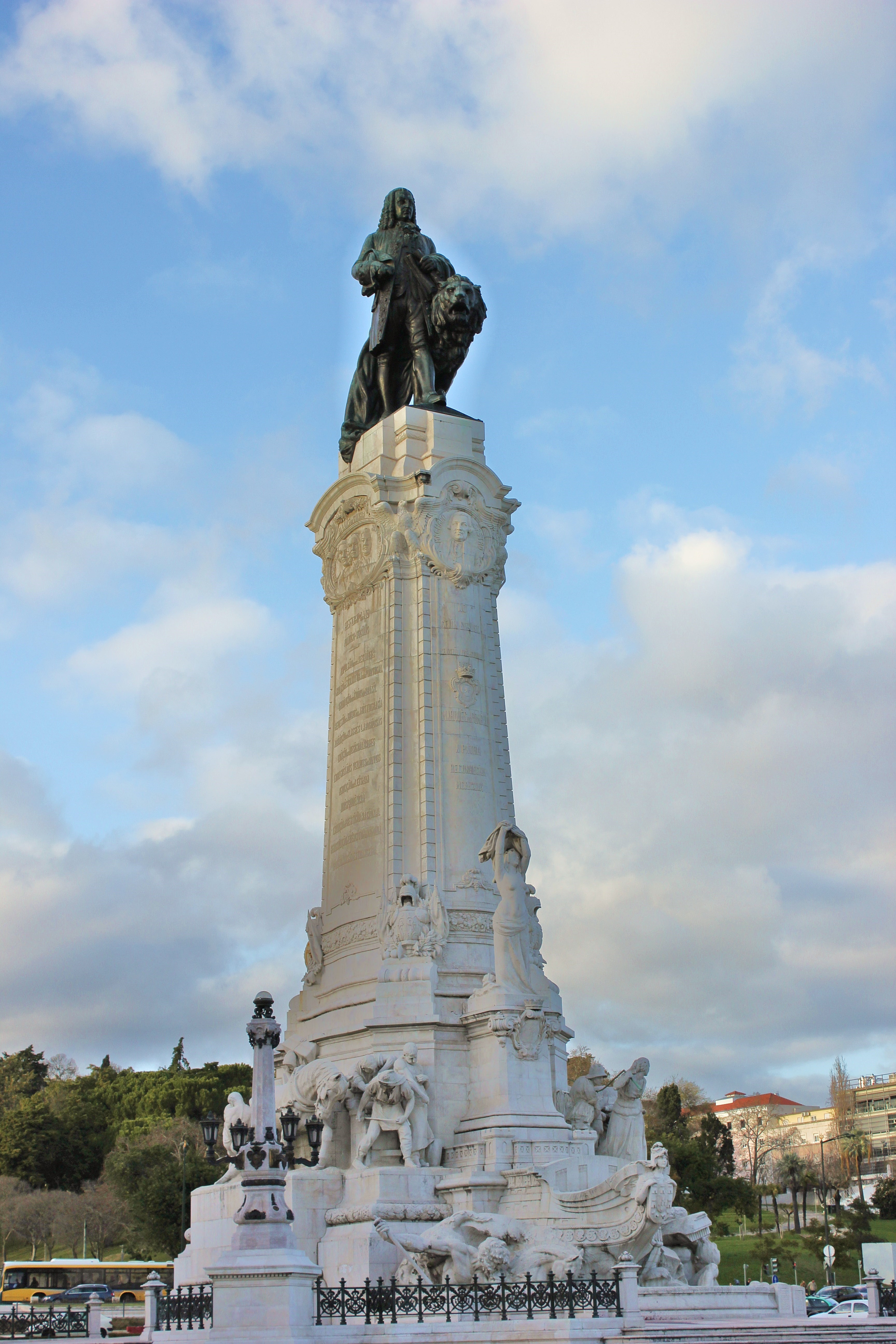
Statue des Marquês de Pombal

1882 gab es einen Vorschlag durch die Bevölkerung den Marquês de Pombal auch im täglichen Leben Lissabons zu ehren, sodass beschlossen wurde, ihm ein Denkmal zu errichten. Aufgrund einiger finanzieller und politischer Probleme nahm die Lissabonner Stadtregierung dieses Projekt erst 1914 in Angriff. Das Fundament wurde im Jahr 1917 gegründet, eingeweiht wurde die Bronzestatue jedoch erst 17 Jahre später, am 13. Mai 1934, durch Staatspräsident António Óscar de Fragoso Carmona. Der zeitliche Verzug war dadurch begründet, dass der ursprüngliche Künstler Francisco dos Santos verstarb, sodass die beiden Künstler José Simões de Almeida und Leopoldo Neves de Almeida das Werk vollendeten. 
Zu Fuße des Denkmals befinden sich Allegorien der politischen Reformen, die der erste Marquês de Pombal durchgeführt hatte. Die nebenstehenden Figuren repräsentieren die Universität von Coimbra, wo er eine neue Fakultät der Wissenschaften gegründet hatte, die zerbrochenen Steine sollen ein Hinweis auf das Erdbeben von 1755 darstellen. Am oberen Teil des Sockels sind unter anderem wichtige Personen aus der Zeit des Marquês von Pombal eingraviert, beispielsweise der Architekt Eugénio dos Santos und der Bildhauer Joaquim Machado de Castro. Auf dem gepflasterten Platz selbst ist das Wappen Lissabons zu sehen.
Unterhalb des Platzes befindet sich die gleichnamige U-Bahn-Station der Metro Lissabon, dort treffen sich die gelbe und die blaue Linie.
Koordinaten: 38° 43′ 31″ N, 9° 9′ 0″ W